# Primi ministri della Lettonia
Il primo ministro della Repubblica di Lettonia (in lettone Ministru prezidents, ministro presidente) è il capo del governo lettone e presiede il consiglio dei ministri. Viene nominato dal Presidente della Repubblica in base alla maggioranza presente nel Saeima, il parlamento monocamerale lettone.
Il titolo di "Ministro presidente" fu utilizzato dal 1918 al 1940. Con il recupero dell'indipendenza nel 1990 si utilizzò invece quello di "Presidente del consiglio dei ministri" (Ministru padomes priekšsēdētājs), finché la denominazione originale non venne ripristinata formalmente nel maggio del 1993.

## Repubblica di Lettonia (1918-1940)

### 1918-1940
Partito politico:   LZS   Indipendente   MP   DC   PA   LJSP   CPSU
| Ritratto | Presidente                          | Mandato          | Mandato          |
| Ritratto | Presidente                          | Dal              | Al               |
| -------- | ----------------------------------- | ---------------- | ---------------- |
|          | Kārlis Ulmanis                      | 18 Novembre 1918 | 18 giugno 1921   |
|          | Zigfrīds Anna Meierovics(1887–1925) | 19 giugno 1921   | 26 gennaio 1923  |
|          | Jānis Pauļuks(1865–1937)            | 27 gennaio 1923  | 27 giugno 1923   |
|          | Zigfrīds Anna Meierovics(1887–1925) | 28 giugno 1923   | 26 gennaio 1924  |
|          | Voldemārs Zāmuēls(1872–1948)        | 27 gennaio 1924  | 18 dicembre 1924 |
|          | Hugo Celmiņš(1877–1941)             | 19 dicembre 1924 | 23 dicembre 1925 |
|          | Kārlis Ulmanis(1877–1942)           | 24 dicembre 1925 | 6 maggio 1926    |
|          | Arturs Alberings(1877–1934)         | 7 maggio 1926    | 18 dicembre 1926 |
|          | Marģers Skujenieks(1886–1941)       | 19 dicembre 1926 | 23 gennaio 1928  |
|          | Pēteris Juraševskis(1872–1945)      | 24 gennaio 1928  | 30 novembre 1928 |
|          | Hugo Celmiņš(1877–1941)             | 1 dicembre 1928  | 26 marzo 1931    |
|          | Kārlis Ulmanis(1877–1942)           | 27 March 1931    | 5 December 1931  |
|          | Marģers Skujenieks(1886–1941)       | 6 dicembre 1931  | 23 marzo 1933    |
|          | Ādolfs Bļodnieks(1889–1962)         | 24 marzo 1933    | 16 marzo 1934    |
|          | Kārlis Ulmanis(1877–1942)           | 17 marzo 1934    | 19 giugno 1940   |
|          | Augusts Kirhenšteins(1872–1963)     | 20 giugno 1940   | 25 agosto 1940   |

### Repubblica di Lettonia (dal 1990)
Partiti:
  Fronte Popolare della Lettonia
  Via Lettone/Primo Partito di Lettonia - Via Lettone
  Indipendente
  Per la Patria e la Libertà/LNNK
  Partito Popolare
  Nuova Era
  Partito Verde di Lettonia
  Unità
  Partito Liepāja
| Ministro presidente | Ministro presidente | Ministro presidente             | Partito                         | Elezione                                | Governo          | Mandato           | Mandato           |
| Ministro presidente | Ministro presidente | Ministro presidente             | Partito                         | Elezione                                | Governo          | Inizio            | Fine              |
| ------------------- | ------------------- | ------------------------------- | ------------------------------- | --------------------------------------- | ---------------- | ----------------- | ----------------- |
| 1                   |                     | Ivars Godmanis (1951–)          | Fronte Popolare Lettone         | 1990                                    | Godmanis I       | 7 maggio 1990     | 3 agosto 1993     |
| 2                   |                     | Valdis Birkavs (1942–)          | Via Lettone                     | 1993                                    | Birkavs          | 3 agosto 1993     | 15 settembre 1994 |
| 3                   |                     | Māris Gailis (1951–)            | Via Lettone                     | 1993                                    | Gailis           | 15 settembre 1994 | 21 dicembre 1995  |
| 4                   |                     | Andris Šķēle (1958–)            | Indipendente                    | 1993                                    | Šķēle I          | 21 dicembre 1995  | 13 febbraio 1997  |
| 4                   | Šķēle II            | Andris Šķēle (1958–)            | Indipendente                    | 1993                                    | 13 febbraio 1997 | 7 agosto 1997     |                   |
| 5                   |                     | Guntars Krasts (1957–)          | Per la Patria e la Libertà/LNNK | 1993                                    | Krasts           | 7 agosto 1997     | 26 novembre 1998  |
| 6                   |                     | Vilis Krištopans (1954–)        | Via Lettone                     | 1998                                    | Krištopāns       | 26 novembre 1998  | 16 luglio 1999    |
| (4)                 |                     | Andris Šķēle (1958–)            | Partito Popolare                | 1998                                    | Šķēle III        | 16 luglio 1999    | 5 maggio 2000     |
| 7                   |                     | Andris Bērziņš (1951–)          | Via Lettone                     | 1998                                    | Bērziņš          | 5 maggio 2000     | 7 novembre 2002   |
| 8                   |                     | Einars Repše (1961–)            | Nuova Era                       | 2002                                    | Repše            | 7 novembre 2002   | 9 marzo 2004      |
| 9                   |                     | Indulis Emsis (1952–)           | Partito Verde di Lettonia       | 2002                                    | Emsis            | 9 marzo 2004      | 2 dicembre 2004   |
| 10                  |                     | Aigars Kalvītis (1966–)         | Partito Popolare                | 2002                                    | Kalvītis I       | 2 dicembre 2004   | 7 novembre 2006   |
| 10                  | 2006                | Aigars Kalvītis (1966–)         | Partito Popolare                | Kalvītis II                             | 7 novembre 2006  | 20 dicembre 2007  |                   |
| (1)                 | 2006                |                                 | Ivars Godmanis (1951–)          | Primo Partito di Lettonia - Via Lettone | Godmanis II      | 20 dicembre 2007  | 12 marzo 2009     |
| 11                  | 2006                |                                 | Valdis Dombrovskis (1971–)      | Unità                                   | Dombrovskis I    | 12 marzo 2009     | 3 novembre 2010   |
| 11                  | 2010                | Dombrovskis II                  | Valdis Dombrovskis (1971–)      | Unità                                   | 3 novembre 2010  | 25 ottobre 2011   |                   |
| 11                  | 2011                | Dombrovskis III                 | Valdis Dombrovskis (1971–)      | Unità                                   | 25 ottobre 2011  | 22 gennaio 2014   |                   |
| 12                  |                     | Laimdota Straujuma (1951–)      | Unità                           | 2014                                    | Straujuma I      | 22 gennaio 2014   | 5 novembre 2014   |
| 12                  | Straujuma II        | Laimdota Straujuma (1951–)      | Unità                           | 2014                                    | 5 novembre 2014  | 11 febbraio 2016  |                   |
| 13                  |                     | Māris Kučinskis (1961–)         | Partito Liepāja                 | 2014                                    | Kučinskis        | 11 febbraio 2016  | 23 gennaio 2019   |
| 14                  |                     | Arturs Krišjānis Kariņš (1964–) | Unità                           | 2018                                    | Kariņš I         | 23 gennaio 2019   | 14 dicembre 2022  |
| 14                  | 2022                | Arturs Krišjānis Kariņš (1964–) | Unità                           | Kariņš II                               | 14 dicembre 2022 | 15 settembre 2023 |                   |
| 15                  | 2022                |                                 | Unità                           | Evika Siliņa (1975–)                    | Siliņa           | 15 settembre 2023 | in carica         |